# الرقه السفلى (شرس)

تعديل مصدري - تعديل

الرقه السفلى هي إحدى قرى عزلة شرس الاعلى بمديرية شرس التابعة لمحافظة حجة، بلغ تعداد سكانها 340 نسمة حسب تعداد اليمن لعام 2004.